# Digitaal terreinmodel
Een digitaal terreinmodel (afgekort DTM) is een techniek die in de hydrografie gebruikt wordt om gegevens te presenteren. DTM geeft een driedimensionale weergave van het opnamegebied. Door gebruik van kleuren en schaduwwerking kan een goed beeld worden verkregen van de verschillende structuren op de bodem. 
Ook kunnen in DTM verschillende lagen van het opnamegebied aangemaakt worden. Onder deze lagen ligt een rooster (binnen het vakgebied ook wel aangeduid met het Engelse woord grid). De lagen kunnen vervolgens weer met elkaar worden vergeleken. Deze verschillende lagen kunnen ook weer in andere softwareprogramma's gebruikt worden. Hierdoor kunnen verschillende soorten kaarten worden gemaakt. 

## Soorten kaarten
Het uiteindelijke resultaat van elke hydrografische opname omvat een kaart van het onderzochte gebied. Er kunnen een aantal soorten kaarten worden onderscheiden:
- Vlekkenkaart; kaart waarbij de verschillende diepten door middel van een kleurenschaal worden aangegeven.
- Contourlijnenkaart; ook wel iso-bathenkaart genoemd. Lijnen welke punten met dezelfde hoogte / diepte met elkaar verbinden worden hierop afgebeeld.
- Dieptecijferkaart; de diepte op een bepaalde positie wordt weergegeven door een numeriek getal.
- Dwarsprofiel/langsprofiel; kaart waarop een dwarsdoorsnede van de bodem langs een bepaalde lijn wordt afgebeeld. Dwarsprofielen worden vaak toegepast als controle op uitgevoerde baggerwerkzaamheden, waarbij beneden een bepaald niveau niet meer mag worden gebaggerd. Doordat zowel een theoretische waarde als een werkelijke waarde worden afgebeeld, volgt direct of er te veel of te weinig is gebaggerd.
- Zeekaart: indien het een Hydrografische Dienst van een kuststaat betreft, worden de hydrografische metingen gebruikt voor het maken van een zeekaart voor de scheepvaart. Deze zeekaarten worden uitgegeven door de UK Hydrographic Office, een overheidsinstelling van het Verenigd Koninkrijk, of door een lokale overheidsinstelling, zoals in Nederland door de Hydrografische Dienst, onderdeel van de Koninklijke Marine. De huidige tendens is dat de traditionele papieren zeekaarten worden vervangen door Electronic Nautical Charts, zogenoemde ENC's, die gelezen kunnen worden in ECDIS.
- Hydrografische kaart: dienen zeekaarten voor de beroepsvaart, hydrografische kaarten worden speciaal uitgegeven voor de pleziervaart. Een hydrografische kaart is vanwege het formaat veel handzamer. Daarnaast worden een aantal extra onderwerpen aangegeven die van belang zijn voor de pleziervaart.